# ゴースト暗算
ゴースト暗算（ゴーストあんざん）は、日本の医師である岩波邦明が2011年に開発した暗算メソッド。
小学館（小学館クリエイティブを含む）から12冊のドリル書籍シリーズ、タカラトミーアーツから暗算習得用の携帯ゲーム機が発売されている。
「2桁×2桁の掛け算の暗算」を非常に短時間で習得できる点が最大の特徴とされる。NHKの朝の情報番組「サキどり↑」（2011年11月6日放送回）では、ゴースト暗算を6時間学習した小学生や出演者の春風亭昇吉が2桁×2桁の暗算を正解する様子が放送された。
掛け算の場合、乗した数字の結果を置く「プレート」を用意し、並べた数字を加算することで回答を導く暗算手法である。
足し算、引き算、掛け算、割り算、分数など幅広い計算の暗算に対応している。

## 関連書籍

### 小学館
いずれも岩波と押田あゆみの共著。後ろに「※」を付したものは小学館クリエイティブ刊行。
- 『6時間でできる! 2ケタ×2ケタの暗算』2011年※
  - 「令和版」、2021年※
- 『2ケタ×1ケタの暗算プリント』2011年※
- 『2ケタ×2ケタの暗算プリント』2011年※
- 『6時間でできる! 3ケタ÷2ケタの暗算』2012年※
- 『6時間でできる! 2ケタ÷2ケタの暗算』2012年※
- 『ゴースト暗算 2ケタ×1ケタの暗算プリント 入門編』〈コミュニケーションムック〉、2012年
- 『6時間でできる! 3ケタ×2ケタの暗算』2013年※
- 『おさかなボード+2ケタ×1ケタの暗算プリント―勉強ひみつ道具プリ具 第14弾』〈eduコミユニケーションMOOK〉、2013年
- 『岩波メソッド ゴースト暗算 ゴーストおえかきノート 入門編: 4歳から小学校2年生』〈コミュニケーションムック〉、2013年
- 『ビジネス版 2ケタ×2ケタの暗算』2013年※
- 『6時間でできる! 分数の暗算』2014年※

### NHK出版
岩波と押田あゆみの共著。
- 『岩波メソッド ゴースト暗算 2ケタ以上のたし算 算数脳を楽しくきたえる! 』2014年

## 関連玩具・アプリ
- 岩波邦明監修　ゴースト暗算トレーナー（携帯ゲーム機、タカラトミーアーツと共同開発）[4]
- ゴースト暗算 岩波暗算2ケタ即習（iOSスマホアプリ、小学館と共同開発）